# Нгуен Тхо Тян
Нгуен Тхо Тян (Nguyễn Thọ Chân, псевдонимы: Сау Кхань, Пхи Ва Хоан; 20 августа 1922 — 6 января 2023) — вьетнамский партийный, политический деятель и дипломат, посол ДРВ в Советском Союзе (1967—1971 год) и в Швеции (1969—1971 год), министр труда (1974—1981 год).

## Биография
Родился 20 августа 1922 года в деревне Донг Фу коммуны Донгми района Тханьчи города Ханоя.
Присоединился к движению «Демократический фронт Индокитая» с 1936 года. В сентябре 1937 года в возрасте 17 лет вступил в Коммунистическую партию Индокитая. С августа 1942 года — секретарь парткома провинции Хадонг.
В апреле 1943 года был арестован французским правительством. В июле 1943 года военный суд приговорил его к 20 годам каторжных работ. Отбывал наказание в тюрьме Кондао. Освобождён в 1945 году после Августовской революции.
С марта по ноябрь 1946 года — секретарь Сайгонского комитета партии, затем руководил кадровым комитетом. В 1949 году в составе южновьетнамской делегации участвовал в работе II съезда Партии трудящихся Вьетнама в Ханое, где встретился с Хо Ши Мином.
В апреле 1951 года схвачен французской армией и содержался под стражей до 1954 года. После освобождения уехал в Ханой, работал в министерстве труда ДРВ.
С 1959 года — заместитель секретаря Ханойского комитета ТПВ. В 1960 году избран кандидатом в члены ЦК ПТВ. С 1961 года — секретарь парткома провинции Хон Куанг. С 1964 года — секретарь парткома объединённой провинции Куангнинь.
Посол ДРВ в Советском Союзе (1967—1971) и в Швеции (1969—1971). После возвращения на родину назначен председателем Правительственного объединительного комитета и заместителем председателя Центрального объединительного комитета партии оказания помощи Югу (1971—1974). В 1974—1981 годах — министр труда ДРВ. В 1981—1989 годах — ответственный работник ЦК КПВ.
С 1989 года на пенсии.
Умер в возрасте 100 лет 6 января 2023 года в больнице Тонг Нхат в Хошимине. Похоронен на городском кладбище в городе Тхудык.